# (33684) Xiaomichael
1999 JW119 (asteroide 33684) é um asteroide da cintura principal. Possui uma excentricidade de 0.07967890 e uma inclinação de 7.08047º.
Este asteroide foi descoberto no dia 13 de maio de 1999 por LINEAR em Socorro.